# Carlos Eduardo da Silva
Carlos Eduardo da Silva (spillernavn Zumbi) (født 7. september 1980 i Matelândia-PR, Brasilien) er en brasiliansk professionel fodboldspiller, der spiller positionen som angriber. Han spiller for øjeblikket i den brasilianske klub União Rondonópolis, og har tidligere spillet i en række forskellige klubber i Brasilien. 

## Eksterne links
- Spillerprofil på sambofoot